# إي هانغ
إي هانغ (بالإنجليزية: EHang)‏ هي شركة صينية يقع مقرها الرئيسي في غوانزو،الصين.تقوم بتصنيع وتطوير طائرات مسيرة.